# Muja
Die Muja (russisch Муя) ist ein 365 Kilometer langer linker Nebenfluss des Witim in der russischen Republik Burjatien in Ostsibirien.

## Verlauf
Die Muja entspringt in etwa 1700 m Höhe an der Südflanke des hier knapp 2500 m hohen Nördlichen Mujagebirges (Seweromuisker Gebirge), das wie das gesamte vom Fluss durchquerte Gebiet zum System des Stanowoihochlandes gehört. Sie fließt in vorwiegend nordöstlicher Richtung durch ein zunächst weites, bewaldetes Tal, welches das Südliche Mujagebirges (Juschnomuisker Gebirge) vom Nördlichen Mujagebirge bzw. im Mittellauf vom Mujakangebirge trennt. Letzteres bildet die Wasserscheide zwischen der Muja und ihrem bedeutendsten, linken Nebenfluss Mujakan. Oberhalb dessen Einmündung ist das Tal der Muja enger als im Oberlauf.
Die Muja erreicht dann die relativ ebene Muja-Kuanda-Senke, eine sich in West-Ost-Richtung über etwa 100 Kilometer, in Nord-Süd-Richtung gut 50 Kilometer erstreckende Senke und durchfließt diese bis zur Mündung in den Lena-Nebenfluss Witim beim Dorf Ust-Muja (auch Tolmatschewski) in 467 m Höhe. Größter und neben Ust-Muja einziger Ort am Fluss ist Taksimo.
Die Muja war namensgebend für eine Reihe geographischer Objekte, so die erwähnten Gebirge, aber auch die von ihr im gesamten Verlauf durchflossene Verwaltungseinheit, den Rajon Muiski (Muja-Rajon) der autonomen Republik Burjatien.

## Hydrographie
Das Einzugsgebiet der Muja umfasst 11.900 km². In Mündungsnähe erreicht der Fluss eine Breite von über 200 Meter bei einer Tiefe von 2 Metern; die Fließgeschwindigkeit beträgt 0,8 m/s.
Die Wasserführung bei Taksimo, 72 Kilometer oberhalb der Mündung, beträgt im Jahresdurchschnitt 113 m³/s bei einem Minimum von 19,9 m³/s im März und einem Maximum von 344 m³/s im Juni.

## Infrastruktur und Wirtschaft
Die Muja ist auf 70 Kilometern von Taksimo bis zur Mündung für kleinere Fahrzeuge schiffbar.
Der Fluss ist reich an Forellenfischen, wie Taimen (Hucho taimen), Arktischer Äsche (Thymallus arcticus), Tugun (Coregonus tugun) und weiteren Maränenarten.
Das von der Muja im Ober- und Mittellauf durchflossene Gebiet ist praktisch unbesiedelt. Unterhalb der Einmündung des Mujakan kreuzen die Baikal-Amur-Magistrale (BAM) und die der Bahnstrecke folgende Straße den Fluss verlaufen etwa 20 Kilometer bis Taksimo auf der rechten Seite in seiner Nähe.